# 河内七墓
河内七墓（かわちななはか）とは奈良時代の日本で、行基によりに河内国（現在の大阪府東部）に作られたとされる7箇所の墓地。行基菩薩河内七墓ともいう。

## 歴史・概要
大阪府東大阪市の長瀬有馬、岩田、額田と八尾市の神立、垣内、恩智神宮寺、植松晒の7箇所の共同墓地り総称である。盆の14日に七墓参りをすると迷惑を掛けずに極楽往生できるとの言い伝えがあり、中河内地域では盆の月にお年寄りが七墓参りをして先祖供養をする風習がある。
行基が37歳のころに薬師寺を飛び出して民衆に仏教の布教を始めた当時、中河内一帯は天候不順による飢餓と疫病の蔓延で多数の死者が出、死体は供養されずに野晒しにされる状態であったと伝えられる。それを憂いた行基は民衆に呼びかけ、遺棄・放置された死体を共同で集めて荼毘に付し、供養したのが河内七墓の起源とされる。現在も各地域周辺の共同墓地として存続している。

## 墓地

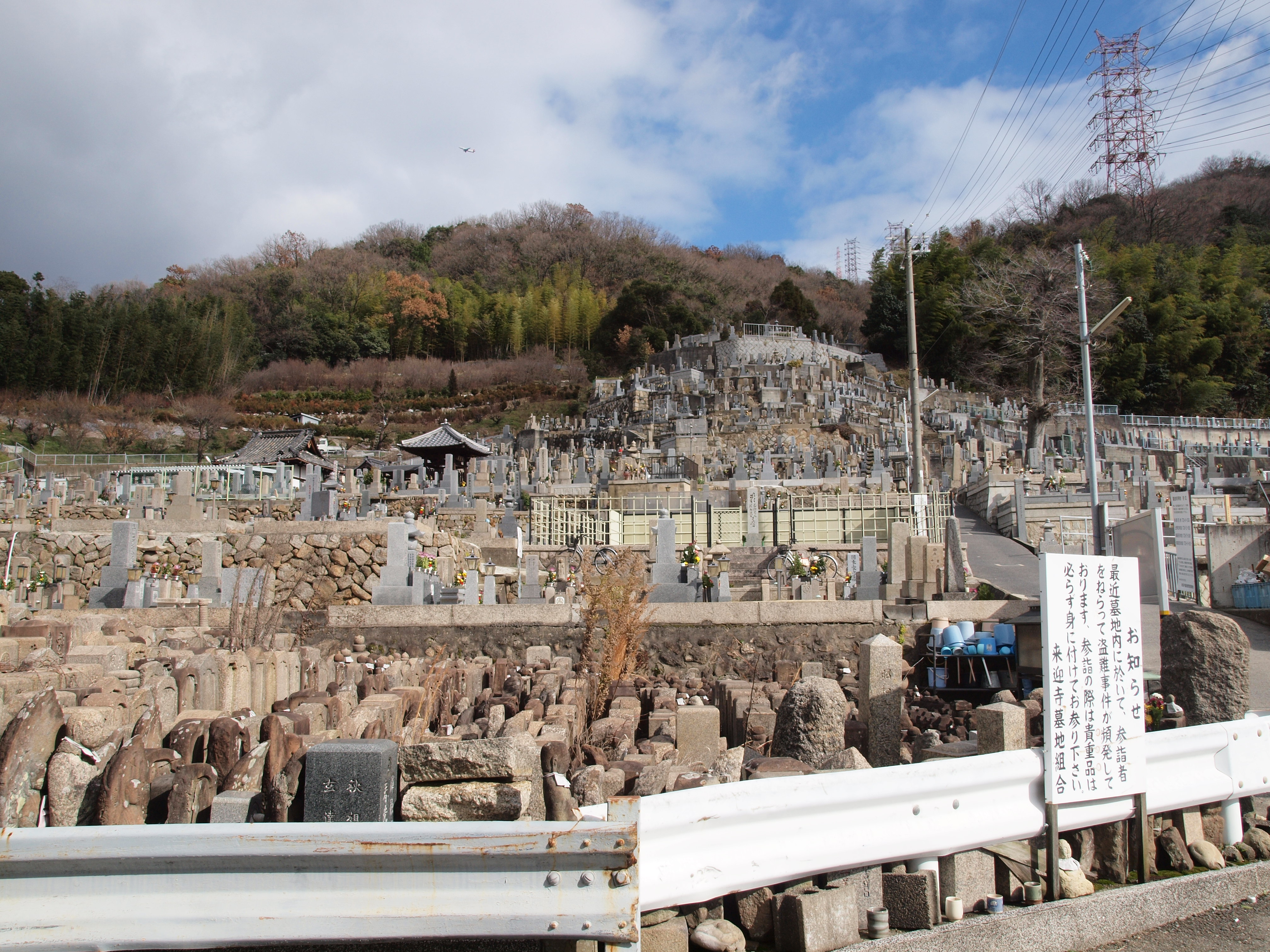
来迎寺墓地（八尾市大字神宮寺）

長瀬有馬墓地
現在の長瀬墓地で、旧長瀬村全域と旧布施村のうち岸田堂、太平寺、三ノ瀬地区の共同墓地。墓地内に市立斎場がある。墓地内にある阿弥陀院に鎌倉時代の作と伝えられる阿弥陀如来座像が安置されており、東大阪市文化財に指定されている。また、融通念仏宗中興の祖である法明上人有馬御廟がある。毎年8月20日に「墓市」が行われ、墓地前の道路に露店が出て賑わう。
- 所在地：東大阪市長瀬町2丁目
- 位置：北緯34度38分56秒 東経135度34分27秒 / 北緯34.64889度 東経135.57417度

岩田墓地
岩田・西岩田・瓜生堂地区の共同墓地。墓地内に市立斎場がある。墓地内に行基菩薩像が安置されている。毎年8月11日に「墓市」が行われ、露店が出て賑わう。
- 所在地：東大阪市岩田町5丁目
- 位置：北緯34度40分02秒 東経135度36分22秒 / 北緯34.66722度 東経135.60611度

額田墓地
- 所在地：東大阪市南荘町7丁目
- 位置：北緯34度40分33秒 東経135度38分37秒 / 北緯34.67583度 東経135.64361度

神立墓地
現在は神立共同墓地。すぐ西に愛宕塚（あたごづか）古墳がある。
- 所在地：八尾市神立4丁目
- 位置：北緯34度38分10秒 東経135度38分50秒 / 北緯34.63611度 東経135.64722度

垣内墓地
現在は垣内共同墓地。
- 所在地：八尾市垣内5丁目
- 位置：北緯34度36分58秒 東経135度38分14秒 / 北緯34.61611度 東経135.63722度

恩智神宮寺墓地
現在は来迎寺墓地。神宮寺墓地ともいう。ただし恩智神社近くにある神宮寺観音院とは無関係。八尾市大窪にある来迎寺とは関係があったとされる。南は柏原市に接する。神宮寺・恩智・法善寺地区の共同墓地。
- 所在地：八尾市大字神宮寺
- 位置：北緯34度36分04秒 東経135度38分03秒 / 北緯34.60111度 東経135.63417度

植松晒墓地
現在は植松共同墓地。八尾街道と旧奈良街道の交点の東に位置する。植松共同墓地由来碑文と行基菩薩墓がある。
- 所在地：八尾市相生町4丁目
- 位置：北緯34度36分43秒 東経135度36分15秒 / 北緯34.61194度 東経135.60417度